# Еббі Вуд
Еббі Вуд (англ. Abbie Wood, 2 березня 1999) — британська плавчиня.
Чемпіонка Європи з водних видів спорту 2020 року.